# Stylidium crossocephalum
Stylidium crossocephalum är en tvåhjärtbladig växtart som beskrevs av Ferdinand von Mueller. Stylidium crossocephalum ingår i släktet Stylidium och familjen Stylidiaceae. Inga underarter finns listade i Catalogue of Life.

## Bildgalleri

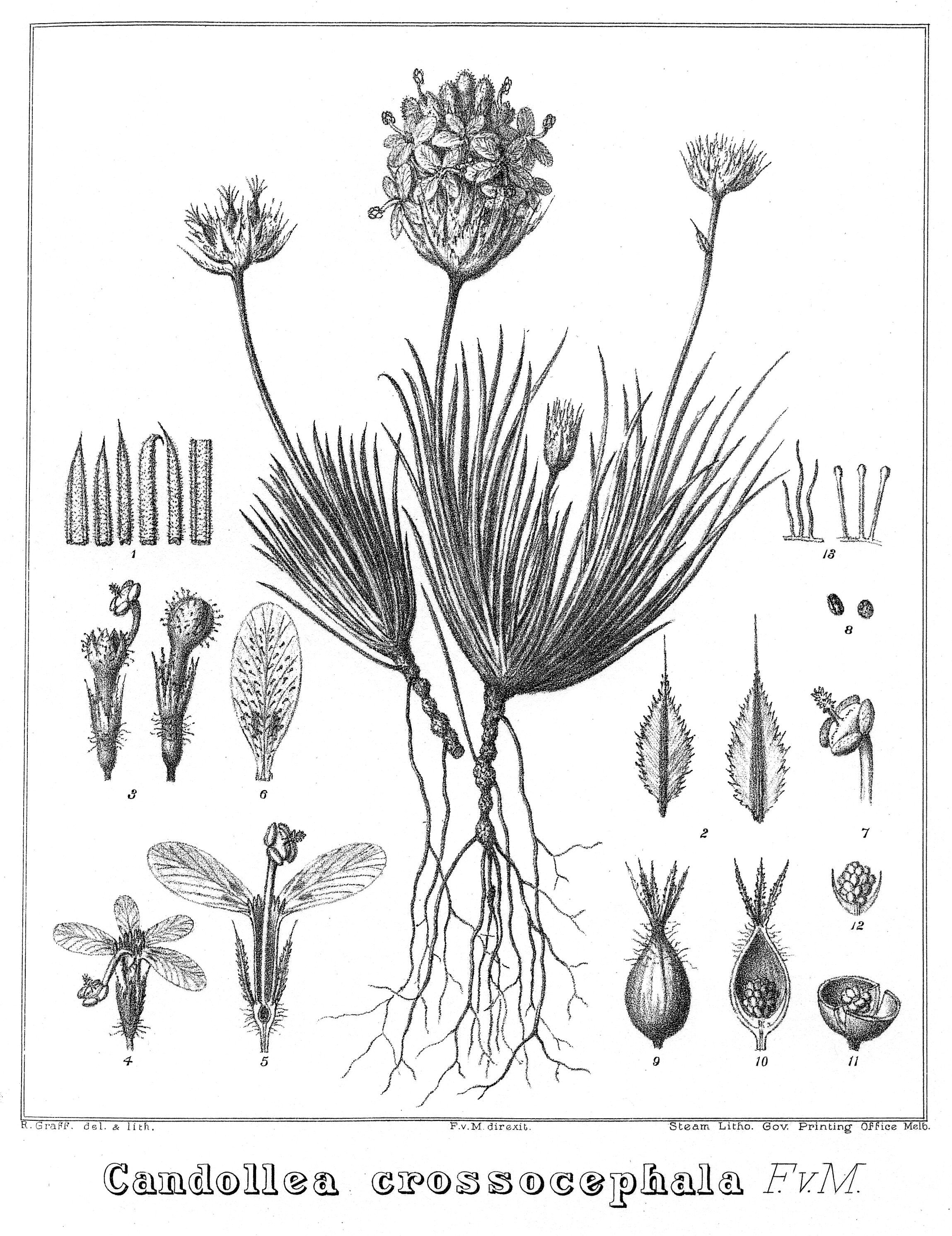
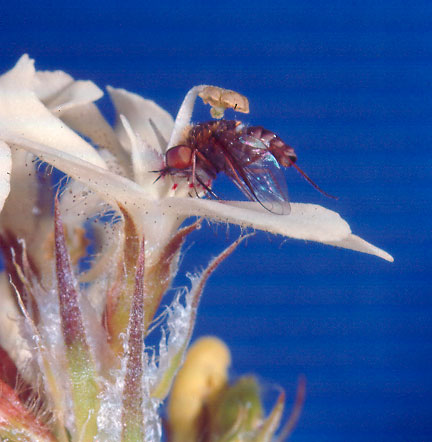